# جاي راندال براون
جاي راندال براون (بالإنجليزية: J. Randall Brown)‏ هو ساحر استعراضي أمريكي، ولد في 28 أكتوبر 1851 في سانت لويس في الولايات المتحدة، وتوفي في 3 يوليو 1926 في منيابولس في الولايات المتحدة.